# Hubert Michon
Hubert Louis Marie Félix Michon (* 2. Juni 1927 in Paris; † 20. Mai 2004 in Le Chesnay, Département Yvelines) war ein französischer Geistlicher und römisch-katholischer Erzbischof von Rabat.

## Leben
Hubert Michon empfing in der Kirche St-Joseph-des-Carmes in Paris durch den Altbischof von Saint-Dié, Emile-Arsène Blanchet, am 29. Juni 1956 die Diakonen- und am 20. April 1957 die Priesterweihe.
Am 2. Mai 1983 ernannte Papst Johannes Paul II. Hubert Michon zum Erzbischof von Rabat. Die Bischofsweihe spendete ihm am 11. Dezember desselben Jahres in der Kathedrale St. Pierre in Rabat der Sekretär der Kongregation für die Evangelisierung der Völker, Erzbischof Duraisamy Simon Lourdusamy; Mitkonsekratoren waren der Bischof von Perpignan-Elne, Jean Chabbert OFM, und der Erzbischof von Tanger, José Freire OFM.